# Bürgermeisterei Daleiden
Die Bürgermeisterei Daleiden war eine von ursprünglich 29 preußischen Bürgermeistereien, in die sich der 1816 neu gebildete Kreis Prüm im Regierungsbezirk Trier verwaltungsmäßig gliederte. Von 1822 an gehörte der Regierungsbezirk Trier, damit auch die Bürgermeisterei Daleiden, zu der in dem Jahr neu gebildeten Rheinprovinz. Der Verwaltung der Bürgermeisterei unterstanden drei Gemeinden. Der Verwaltungssitz lag in der heutigen Ortsgemeinde Daleiden im Eifelkreis Bitburg-Prüm in Rheinland-Pfalz.
Die Bürgermeisterei wurde 1927 in Amt Daleiden umbenannt, dieses 1936 aufgelöst und mit anderen Ämtern zum seinerzeit neu gebildeten Amt Daleiden-Leidenborn zusammengeschlossen.

## Gemeinden und zugehörige Ortschaften
Zur Bürgermeisterei Daleiden gehörten folgende Gemeinden (Stand 1843):
- Daleiden (588 Einwohner) mit den Weilern Bommert (11), Hustrich (34) und Laarberg (10)
- Falkenauel (94; war bereits 1885 nach Daleiden eingemeindet)[2] mit dem Weiler Kuhkirchhof (21) und dem Haus Burgberg (6)
- Reipeldingen (69)

Insgesamt lebten 1843 im Bürgermeistereibezirk 833 Menschen in 137 Wohnhäusern. Alle Einwohner waren katholisch. Es gab in Daleiden eine Kirche und in Reipeldingen eine sowie in Daleiden zwei Kapellen; die beiden Schulen standen in Daleiden.
Bei einer statistischen Erhebung aus dem Jahr 1885 wurden 1.025 Einwohner in 197 Haushalten gezählt. Falkenauel wurde bereits als eine zu Daleiden gehörende „Gemeindeeinheit“ aufgeführt; insgesamt bestand Daleiden aus 16 und Reipeldingen aus 4 Ortsteilen; die Fläche der beiden zugehörenden Gemeinden betrug zusammen 2.029 Hektar, davon waren 879 Hektar Ackerland, 184 Hektar Wiesen und 588 Hektar Wald.

## Geschichte
Die Ortschaften im Verwaltungsbezirk der Bürgermeisterei gehörten vor 1794 zur Meierei Daleiden in der Herrschaft Dasburg, welche Teil des Herzogtums Luxemburg war. Im Jahr 1794 hatten französische Revolutionstruppen die Österreichischen Niederlande, zu denen das Herzogtum Luxemburg gehörte, besetzt und im Oktober 1795 annektiert. Unter der französischen Verwaltung gehörte das Gebiet zum Kanton Arzfeld, der verwaltungsmäßig dem Arrondissement Bitburg im Departement Wälder zugeordnet war.
Aufgrund der Beschlüsse auf dem Wiener Kongress wurde 1815 das vormals luxemburgische Gebiet östlich der Sauer und der Our dem Königreich Preußen zugeordnet. Unter der preußischen Verwaltung wurden im Jahr 1816 Regierungsbezirke und Kreise neu gebildet, linksrheinisch behielt Preußen in der Regel die Verwaltungsbezirke der französischen Mairies vorerst bei. Die Bürgermeisterei Daleiden entsprach insoweit der vorherigen Mairie Daleiden.
Die Bürgermeistereien Arzfeld, Daleiden, Dasburg und Olmscheid wurden schon in der zweiten Hälfte des 19. Jahrhunderts vom Daleidener Bürgermeister in Personalunion verwaltet, blieben aber eigenständige Verwaltungsbezirke.
So wie alle Landbürgermeistereien in der Rheinprovinz wurde die Bürgermeisterei Daleiden 1927 in „Amt Daleiden“ umbenannt. Schließlich wurde im Jahr 1936 das Amt Daleiden aufgelöst und zusammen mit weiteren Ämtern in das gleichzeitig neugebildete Amt Daleiden-Leidenborn eingegliedert.
Alle Ortschaften gehören heute verwaltungsmäßig zur Verbandsgemeinde Arzfeld im Eifelkreis Bitburg-Prüm in Rheinland-Pfalz.